# Koaxstation
Koaxstationer avser de små stationshus på cirka 20 kvm som byggdes av Televerket utmed de koaxialkablar som var stommen i rikstelenätet i Sverige under 1950- till 1970-talet. Koaxialstationer innehöll förstärkare som hade som uppgift att förstärka signalen som framfördes i de nergrävda koaxialkablarna. Systemet byggde på FDM, frekvensdelad multiplexering. De flesta koaxialstationerna är idag rivna. De som finns kvar är i privat ägo.